# Yōkan
Yōkan (jap. ようかん, 羊羹) – tradycyjne japońskie słodycze w postaci mocno skondensowanej galaretki, wytwarzane z pasty ze słodkiej, czerwonej fasoli anko, agaru i cukru.

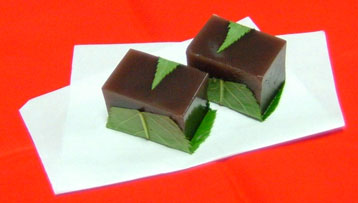
Mizuyōkan

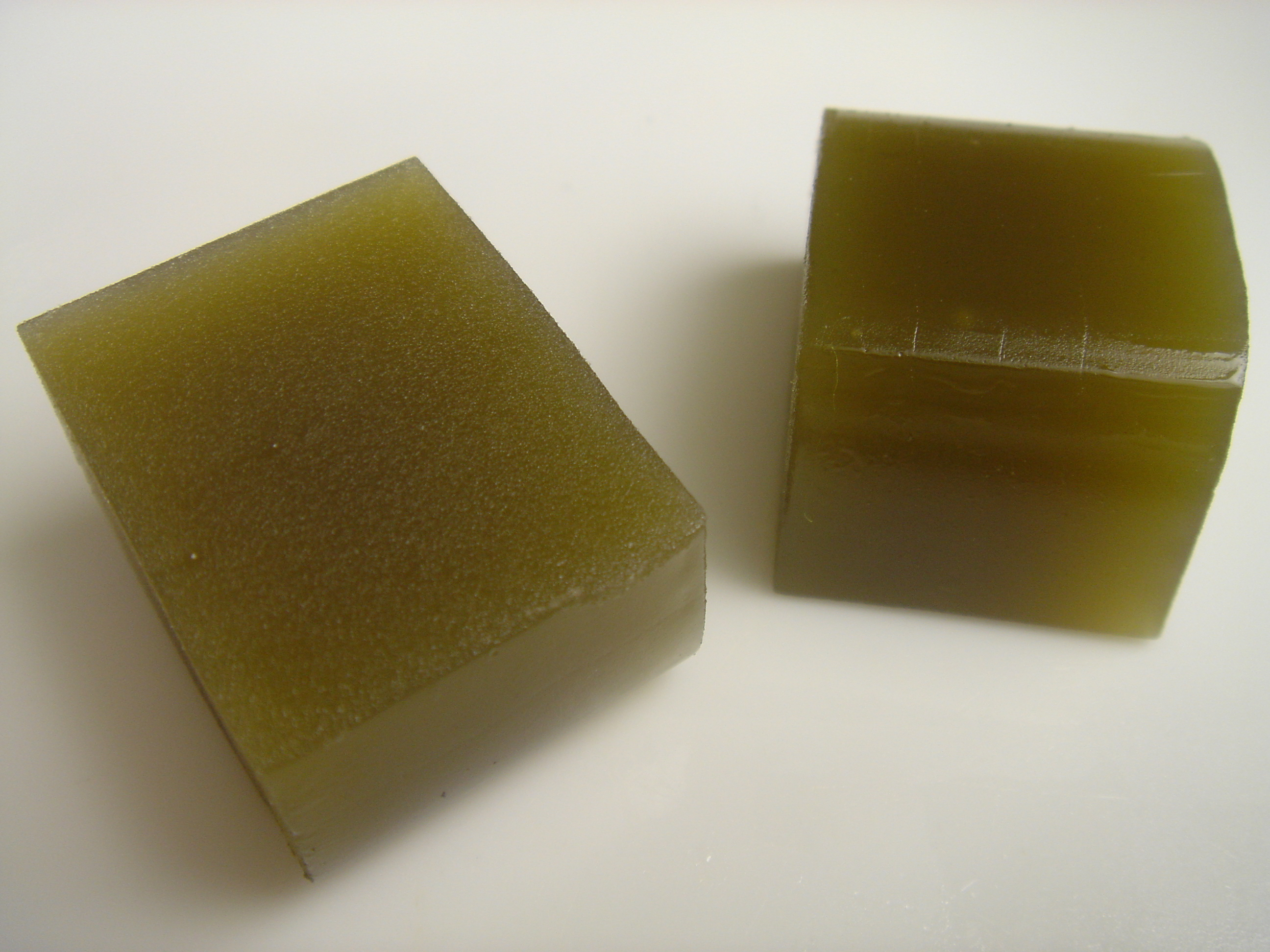
Kostki yōkan o smaku zielonej herbaty

Yōkan sprzedawane jest zazwyczaj w formie bloku, a serwowane w plastrach. Wyróżnia się przede wszystkim dwa rodzaje yōkan: neri yōkan (煉羊羹) i mizu yōkan (水羊羹). Znak kanji 水 (mizu) oznacza "wodę" i wskazuje, że tego typu yōkan zawiera w składzie więcej wody. Mizu yōkan często podaje się schłodzone, zwłaszcza latem.
Chociaż większość yōkan dostępnych w Japonii i za granicą jest zwykle wykonane z pasty ze słodkiej czerwonej fasoli, istnieje także yōkan wykonane z pasty z białej fasoli (shiroan 白餡). Tego typu yōkan są mleczne lub przezroczyste, a cechuje je znacznie łagodniejszy smak. Dodatkowo yōkan można nadać zielony kolor i bardziej wyraźny smak poprzez dodatek sproszkowanej zielonej herbaty.
Yōkan może także zawierać siekane jadalne kasztany, owoce hebanowca, całe słodzone ziarna fasoli azuki, figi i bataty. Cukier zastępowany bywa miodem, brązowym cukrem lub melasą, co wpływa na smak yōkan. Spotyka się także shio yōkan zawierające niewielkie ilości soli.